# Bodu Bala Sena
Pour les articles homonymes, voir BBS.
Le Bodu Bala Sena (BBS), « Force du pouvoir bouddhiste », est une organisation bouddhiste theravāda, nationaliste, extrémiste, islamophobe, et antichrétienne active au Sri Lanka depuis 2012.
Galagoda Aththe Gnanasara (en) en est le secrétaire général.

## Origines
Le BBS a été créé en 2012 par les moines Kirama Wimalajothi et Galagoda Aththe Gnanasaara après qu'ils ont quitté le parti politique Jathika Hela Urumaya (en) (JHU).

## Analyses
Le BBS explique avoir pour mission de renforcer la foi bouddhiste au Sri Lanka. Il mène des campagnes hostiles, suscitées par un sentiment de concurrence religieuse, contre les musulmans, leurs lieux de culte et leurs commerces, ainsi que des campagnes contre le christianisme qu'il perçoit comme une menace pour le bouddhisme.
Selon le sociologue Raphaël Liogier : « si je devais vulgariser, je dirais que les moines bouddhistes fanatiques considèrent les musulmans comme des envahisseurs qui menacent l’identité même du Sri Lanka. Ces bouddhistes ont donc le sentiment qu’ils doivent résister à l’envahisseur. »
Le BBS est considéré comme un groupe fasciste par le diplomate sri-lankais Dayan Jayatilleka (en).
L'organisation de défense des droits de l'homme Minority Rights Group International a publié en mars 2013 une étude sur les attaques qui ont eu lieu contre des musulmans au Sri Lanka depuis avril 2012 et signale que le BBS est le principal groupe à l'origine de ces violences.

## Faits
En janvier 2013, des membres du BBS envahissent la faculté de droit à Colombo, dénonçant le trucage de résultats d’examens en faveur d'étudiants musulmans. Ils réclament régulièrement que les mosquées et les sanctuaires soufis soient détruits et ils les vandalisent. Ils ont fait fermer des boucheries musulmanes, attaqué un magasin tenu par des musulmans et convaincu le gouvernement d'interdire la certification halal en mars 2013,.
En juin 2014, à Aluthgama (en), trois personnes sont mortes et 78 ont été gravement blessées : à la suite d'un rassemblement du BBS, des heurts ont eu lieu entre des bouddhistes et des musulmans dans une zone touristique. Un couvre-feu a été instauré et le ministre Rauff Hakeem (en) est venu sur les lieux. L'origine des violences aurait été des pierres lancées sur les membres du BBS.
L'organisation BBS a été menacée de poursuites pour violation des droits de l'homme après l'élection présidentielle de janvier 2015.

## Réactions
Le moine bouddhiste Wataraka Vijitha Thero s'est élevé publiquement contre ces violences en critiquant le BBS. Il a été enlevé et agressé en juin 2014. Les autorités l'ont accusé de faux témoignage,.
Le 14e dalaï-lama a lancé en juillet 2014 un appel à l'arrêt des violences du BBS contre les musulmans, mais ses paroles ont eu peu d’écho.